# Stupărei
Stupărei – wieś w Rumunii, w okręgu Vâlcea, w gminie Mihăești. W 2011 roku liczyła 601 mieszkańców.